# Coupe d'Afrique des vainqueurs de coupe masculine de handball 1991
La Coupe d'Afrique des vainqueurs de coupe masculine de handball 1991 est la septième édition de la compétition. Elle s'est déroulée du jeudi 25 avril au samedi 4 mai 1991 en Algérie à Alger (salle Harcha Hassen) et à Boumerdès (salle OMS).
La compétition est remportée par le club algérien du MC Alger devant un autre club algérien, le IRB/ERC Alger.

## Modalités
Avant le début de la compétition, onze équipes ont été engagées : MC Alger et IRB/ERC Alger (Algérie), AS Cheminot (Congo), ASSEG (Gabon), Sokoto Rima (Nigeria), EM Mahdia (Tunisie), Port-Saïd HB (Égypte), Rail de Douala (Cameroun), COD Meknès (Maroc), un club indéterminé (Guinée) et un club indéterminé (Burkina Faso). Le tirage au sort et la répartition des groupes n'est réalisée 48 heures seulement avant le début de la compétition
Mais, les clubs camerounais, guinéen et burkinabé ne participent pas au tirage au sort réalisé par M. Rachid Meskouri, membre de la Confédération africaine de handball, le mercredi soir 24 avril 1991 à l'Hôtel El Marsa à Alger :
- la poule A est alors composée de : IRB/ERC Alger, ASSEG, COD Meknès et Port-Saïd HB ;
- la poule B est alors composée de : MC Alger, Rima Sokoto, Interclub de Brazzaville (plutôt que l'AS Cheminot) et EM Mahdia

Finalement, le forfait de dernière minute du COD Meknès a réduit la compétition à sept équipes et les organisateurs sont alors passés à une compétition disputée sous la forme d'un championnat en aller simple.

## Résultats
Le programmes et les résultats sont :
- jeudi 25 avril 1991, salle Harcha Hassen à Alger :
  - à 15h00 : cérémonie d'ouverture
  - à 17h00 : IRB/ERC Alger bat ASSEG 30-12 (mi-temps 16-6)[4],[5]
    - public peu nombreux, arbitrage de MM Blaise et Bosro (Côte d'Ivoire)
    - ERC Alger : Hamdani (GB), Dib (GB), Benmaghsoula (1), Rouabhi (1), Chouchaoui (3), Bouchekriou (3), Gherbi (2), Khalfallah (1), Doballah, Hasni (2), Raaf (1), Imansouren. DTS : Farouk Bouzerar et entraineur : Azzeddine Bouzerar.
    - ASSEG : Obame (GB), Ossavou (GB), Agaya, Montongo (4), Zekpa, M'Bina N'Zamba (3), Mouanda (1), Litchi essoh (2) Mounganca (1), Bantsantsa. Entraineur : Ikogb Manmiloko
- vendredi 26 avril 1991, salle Harcha Hassen à Alger
  - à 17h30 : MC Alger - EM Mahdia 28-16 (mi-temps 13-7)[6]
    - MC Alger : El-Maouhab (GB), Boudrali (6 dont 2 pén.), Zeguili (1), Azeb (2), Saïdi (1), Belhocine (2 dont 1 pén.), Benbrahim (5 dont 1 pén.), Abes (2), Bouanik (3), Meksen (4). Entraineur : Mohamed Aziz Derouaz.
    - EM Mahdia : Milović (GB), Krifa Mohamed Ali (2), Nendjahed (1), Belhareth Affif (1), Ghoul, Belhareth (4), Segheir (1), Missaoui (4), Amari (2), Terki (1), Mansour. Entraineur : Henri Baghdan/Bogdan
    - affluence nombreuse, bon éclarage
    - arbitres : Moelle et M'Voula (Congo)
    - Avertissements (ou 2 minutes ?) : Abes et Aouachiria (MCA) et Belhareth (Mahdia) .

  - à 19h00 : Sokoto Rima - Inter Club de Brazzaville 18-24
  - Exempt : Port-Saïd HB
- samedi 27 avril 1991 :
  - à Boumerdès à 17h30 : ASSEG - Inter Club de Brazzaville 17-20
  - à Alger, salle Harcha Hassen, à 17h30 : IRB/ERC Alger - EM Mahdia 16-15 (mi-temps : 8-7)[7]
    - ERC Alger :  Hamdani (GB), Guellour (GB), Gherbi (4), Hasni (1), Bouchekriou (1), Doballah (1), Chouchaoui (2), Timount, Bougherara, Aït Abdeslem (1), Benmaghsoula, Khalfallah (6). DTS : Farouk Bouzerar et entraineur : Azzeddine Bouzerar.
    - EM Mahdia : Zoran Milović (GB, ), Abdelouahed (GB), Sghir (), Afif Belhareth (1), Adnène Belhareth (6, ), Missaoui (2), Ammari (4), Ghoul, Turki, Krifa (2), Ben Jahed, Fedela. Entraineur : Henri Baghdan/Bogda.

  - à Alger, salle Harcha Hassen, à 19h00 : Sokoto Rima - Port-Saïd HB 19-26 (mi-temps : 7-12)
    - affluence moyenne, mauvais arbitrage du duo El-Kouch et Kazzouli (Maroc)

  - Exempt : MC Alger
- Dimanche 28 avril 1991 :
  - à Boumerdès à 17h30 : Port-Saïd HB - Inter Club de Brazzaville  20-16 ? 
  - à Alger à 17h30 : IRB/ERC Alger - Sokoto Rima 25-15
  - à Alger à 19h00 : MC Alger - ASSEG 25-11 (mi-temps : 15-4)
  - Exempt : EM Mahdia
- lundi 29 avril 1991 : repos
- mardi 30 avril 1991 :
  - à Boumerdès à 17h30 : ASSEG - EM Mahdia 15-27
  - à Alger à 17h30 : MC Alger - Inter Club de Brazzaville 18-15
  - à Alger à 19h00 : IRB/ERC Alger - Port-Saïd HB 22-15 (mi-temps : 10-9)
  - Exempt : Sokoto Rima
- mercredi 1er mai 1991, à salle Harcha Hassen
  - à 16h00 : Sokoto Rima - ASSEG 33-18
  - à 17h30 : MC Alger - Port-Saïd HB 18-12 (mi-temps : 10-5)
  - à 19h00 : Inter Club de Brazzaville - EM Mahdia 17- 23 (mi-temps 10-10)
  - Exempt : IRB/ERC Alger
- jeudi 2 mai 1991 : repos
- vendredi 3 mai 1991, à salle Harcha Hassen
  - à 16h00: Port-Saïd HB - EM Mahdia 28-19
  - à 17h30 : IRB/ERC Alger - Inter Club de Brazzaville 25-10 (mi-temps : 10-6)
  - à 19h00 : MC Alger - Sokoto Rima 22-17 (mi-temps : 10-11)
  - Exempt : ASSEG
- samedi 4 mai 1991 :
  - à 14h30 : Port-Saïd HB bat ASSEG 28-21
  - à 16h00 : EM Mahdia - Sokoto Rima 27-29
  - à 18h30 : IRB/ERC Alger - MC Alger 12-13 (mi-temps : 6-8)
  - Exempt : Inter Club de Brazzaville

## Classement final
Le classement final, établi à partir des scores, est :
|   | Équipe                   | Pts | J | G | N | P | Bp  | Bc  | Diff |
| - | ------------------------ | --- | - | - | - | - | --- | --- | ---- |
| 1 | MC Alger                 | 18  | 6 | 6 | 0 | 0 | 124 | 83  | 41   |
| 2 | IRB/ERC Alger            | 16  | 6 | 5 | 0 | 1 | 130 | 80  | 50   |
| 3 | Port-Saïd HB             | 14  | 6 | 4 | 0 | 2 | 129 | 115 | 14   |
| 4 | EM Mahdia                | 10  | 6 | 2 | 0 | 4 | 127 | 133 | -6   |
| 5 | Interclub de Brazzaville | 10  | 6 | 2 | 0 | 4 | 102 | 121 | -19  |
| 6 | Sokoto Rima              | 10  | 6 | 2 | 0 | 4 | 131 | 142 | -11  |
| 7 | ASSEG                    | 6   | 6 | 0 | 0 | 6 | 94  | 163 | -69  |